# Hylkysaari
Hylkysaari est une île de la zone maritime de Kruunuvuorenselkä à Helsinki en Finlande.

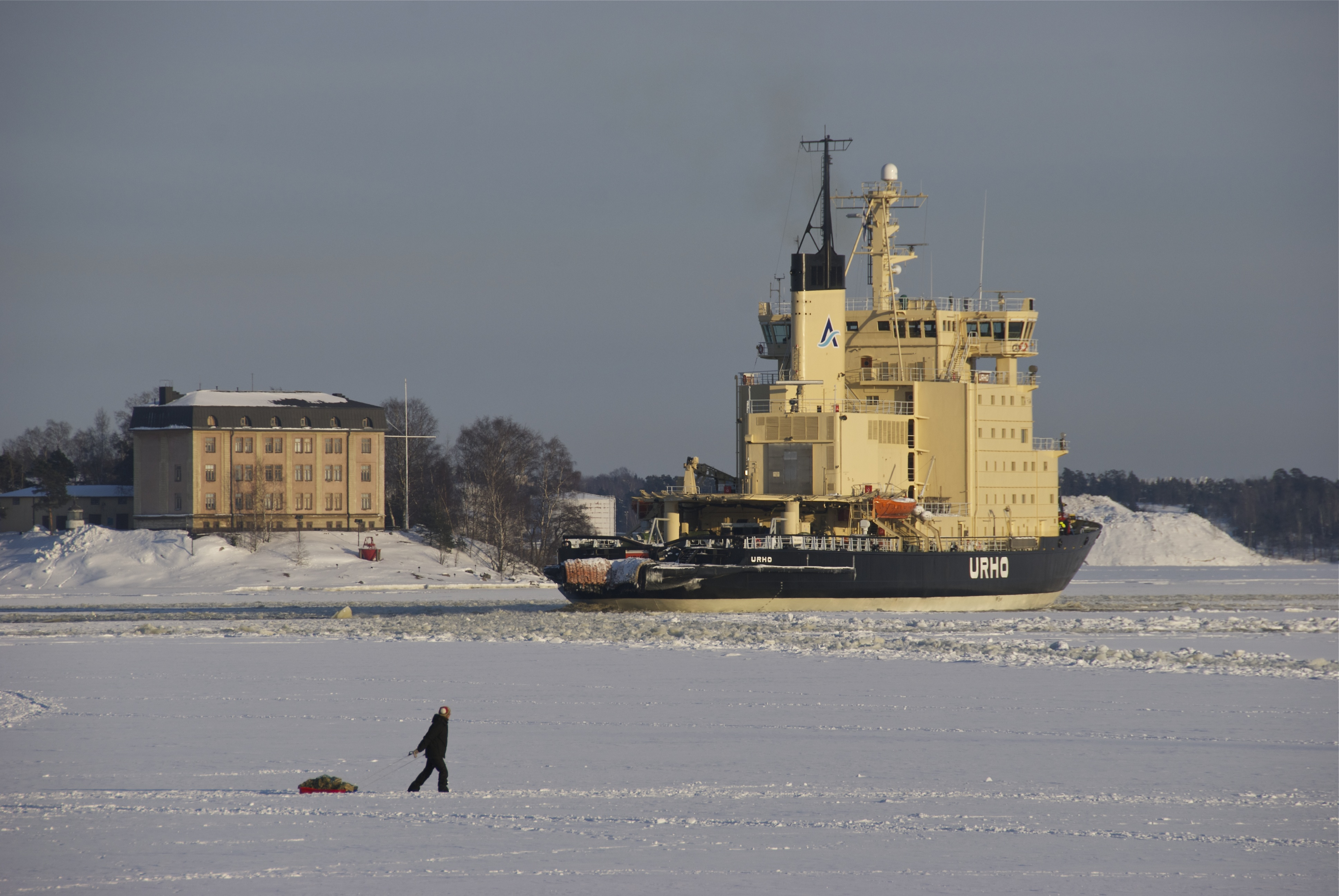
Le brise-glace Urho passant devant Hylkysaari.

## Description
Hylkysaari est située à proximité de Korkeasaari.
Hylkysaari possédait une station de pilotage portuaire et le Musée maritime de Finlande qui a été transféré à Kotka en 2007.